# Rudolf (musical)
Rudolf és un musical concebut per a l'escenari per Frank Wildhorn i Steve Cuden, amb un llibre de Jack Murphy i Phoebe Hwang, lletres de Murphy, lletres addicionals de Nan Knighton i música de Frank Wildhorn, arranjaments de Koen Schoots i orquestracions de Kim Scharnberg. Es tracta de Rudolf, príncep hereu d'Àustria i de la seva relació extramatrimonial amb la baronessa Mary Vetsera. Les seves morts en 1889 al seu pavelló de caça de Mayerling aparentment van ser el resultat d'un pacte d'assassinat-suïcidi, tot i que els historiadors han debatut aquesta explicació.
Basat lliurement en el llibre A Nervous Splendor: Vienna 1888-1889 de Frederic Morton, el musical es va desenvolupar sota els títols de treball Vienna, Affäre Mayerling (The Mayerling Affair), i Rudolf - The Last Kiss. Les pressions de la monarquia han caigut sobre les espatlles de Rudolf, ell està en conflicte polític i personal amb el seu pare, l'emperador Franz Joseph, i el seu matrimoni amb la princesa Stéphanie de Bèlgica s'esfondra quan coneix i s'enamora de la jove baronessa de 17 anys. La seva relació secreta no s'escapa de l'atenció del primer ministre Eduard Taaffe, que espera utilitzar el seu coneixement de l'assumpte per destruir la carrera política de Rudolf.

## Historial de producció
El 16 de desembre de 2005 es va fer una lectura de Rudolf a la ciutat de Nova York amb Rob Evan com Rudolf, Brandi Burkhardt com Mary, i Michael Shawn Lewis com Taafe. Com a coproducció del Vereinigte Bühnen Wien, el teatre Operetta de Budapest i el Festival a l'aire lliure de Szeged, es va estrenar en una traducció hongaresa a l'Operett Színház de Budapest el 26 de maig de 2006, seguit d'una posada en escena a l'aire lliure que es va obrir a Szeged el 28 de juliol. Des de llavors, la producció s'ha alternat entre els dos locals, tocant a Budapest durant els mesos d'hivern i a Szeged durant la temporada d'estiu.
Rudolf va ser dirigit per Miklós Gábor Kerényi i coreografiat per Michael Reardon, Éva Duda, Jenõ Lõcsei i László Rogács. La direcció musical de Koen Schoots. Gergely Zöldi va traduir el llibret, i les lletres hongareses són de Zöldi, MG Kerényi i Szilárd Somogyi. El repartiment original incloïa Attila Dolhai com a Rudolf, Bernadett Vágó com a Mary, Tamás Földes com a Taaffe i Attila Németh com a Franz Joseph.
Una producció de Viena es va estrenar al teatre Raimund el 26 de febrer de 2009 dirigida per David Leveaux i protagonitzada per Drew Sarich com a Rudolf, Lisa Antoni com Mary i Uwe Kröger com Taaffe. L'àlbum de repartiment d'aquesta producció es va llançar a principis d'abril de 2009. Una versió completa de la producció de Viena va ser llançada professionalment en DVD a l'octubre de 2009. (Formalment, l'11 de setembre de 2009). Es va llançar un àlbum de repartiment complet al desembre de 2009. L'àlbum de repartiment complet contenia els canvis en la partitura i la música que no es va enregistrar al primer àlbum de repartiment. La producció es va tancar el 24 de gener de 2010.
Una segona producció hongaresa es va obrir el 10 de desembre de 2010 a Pécs. L'espectacle va ser dirigit per Szilárd Somogyi (ajudant de direcció de la producció original hongaresa), amb Zoltán Bókai com a director musical i director d'orquestra. En els papers principals: Dénes Kocsis / Árpád Zsolt Mészáros com a Rudolf, Anna Györfi / Bernadett Vágó com a Mary, Ádám Ottlik / Attila Götz com a Taaffe, Dávid Pirgel / András P. Petőcz com a Pfeiffer, Veronika Nádasi i Éva Stephan. com Larisch. ((Com se sap, el teatre musical hongarès no funciona com a artista principal / estudiant / standby, però els dos (o els tres) repartiments són iguals.) l'ordre de les escenes va canviar dràsticament. La nit d'estrena va ser un èxit i, des de llavors, l'espectacle figura al repertori del Teatre Nacional de Pécs.

## Sinopsi

### Acte I
El príncep hereu Rudolf d'Àustria és obligat, per la seva dominant muller, la princesa Stéphanie de Bèlgica, a assistir a una cerimònia commemorativa dels quaranta anys de regnat del seu pare, l'emperador Franz-Joseph. Tota la classe alta d'Àustria assisteix a la celebració, al renovat teatre Hofburg, i gaudeix de la seva excentricitat; mentre els pobres ciutadans de classe baixa es revolten fora exigint reformes. Un miserable Rudolf passa la nit bevent i lluitant contra un refredat terrible. ("Vorhang auf / Curtain Up").
Franz-Joseph dona als seus convidats un discurs prometent un futur brillant per a Àustria, abans de prémer un interruptor que il·lumina el teatre amb electricitat per primera vegada. A continuació, es convida als convidats a un espectacle protagonitzat per tres dones cantants amb vestits blancs ("Wiener Schmäh / Viennese Specialties"). De sobte, una dona de classe baixa puja a l'escenari i es dispara al cap, esquitxant sang per tots els vestits dels intèrprets. La majoria dels convidats marxen espantats, però Rudolf es queda agenollat davant del cos preguntant: “Per què?” La baronessa Mary Vetsera avança i explica: "És millor morir de cop que morir una mica cada dia". Rudolf es queda contemplant el patiment dels seus súbdits ("Wie jeder andere Mann Prolog / An Ordinary Man").
Franz-Joseph té una reunió amb el seu ministre-president, el comte Eduard Taaffe, sobre l'incident "vergonyós" i articles rebels de diaris publicats per un misteriós revolucionari anomenat "Julius Felix". Rudolf interromp suplicar al seu pare que escolti la seva gent, però aquest no té la intenció de fer-ho. Taaffe descarta les seves sospites que Julius Felix és un àlies del cosí de Rudolf, l'arxiduc Johan Salvator. Franz-Joseph dubta a creure a Taaffe, però li mana descobrir la veritat. Un cop Taaffe se'n va, Rudolf intenta explicar al seu pare que ja no pot ignorar els crits de la classe baixa, però Franz-Joseph torna a negar les súpliques de Rudolf. Els dos homes discuteixen sobre com cap dels dos entén a l'altre ("Du willst nicht hören / You Never Listen").
A la tarda següent, Mary es passeja amb la seva millor amiga, la comtessa Marie Larisch, mentre llegeix l'últim article de Julius Felix (“Wiener Schmäh (reprise) / Viennese Specialties (reprise)”). Mary, una companya liberal, està encantada amb les paraules de Felix, però Marie creu que és perillós. Marie aconsella a Mary que posi la seva atenció en lloc de salvar la pobra família de la ruïna casant-se amb el ric duc de Bragança, però a Mary no li interessa. Marie recorda a la seva amiga que han de preparar-se per a un ball que Franz-Joseph organitza aquella nit i explica amb detall com es pot vestir una dona per atraure un home ("Ein Hübscher Krieg / Pretty Little War"). Mary reflexiona sobre el seu desig trobar algú que comparteixi els seus ideals ("Mary's Lied / Mary's Song").
El ball és en honor del recentment coronat emperador alemany, Guillem II, un altre cosí de Rudolf. Encara refredat, Rudolf no vol assistir-hi, però Stéphanie ("Der Ball / The Ball") el torna a obligar. Mentre saluda els convidats, Rudolf torna a conèixer Mary, però aquesta vegada parlen i comparteixen ball. Rudolf sorprèn Mary amb el seu coneixement dels articles de Julius Felix i la seva comprensió del seu missatge ("Marys Walzer / Mary's Waltz"). Stéphanie veu els dos junts, però s'ha acostumat a la creixent infidelitat de Rudolf que no els atura. Rudolf expressa el seu desig de tornar a veure a Mary abans que marxi ("Der Ball (reprise) / The Ball (reprise)").
Després de la pilota, Rudolf, Guillem II i Eduard, príncep de Gal·les, visiten un prostíbul. Wilhelm i Edward marxen amb prostitutes, però Rudolf només pot pensar en Maria. En un altre lloc, Mary pensa en Rudolf. Tampoc no pot lluitar contra la sensació que la seva trobada va significar molt més del que va semblar ("So viel mehr / Something More").
L'endemà, Taafe es reuneix amb el senyor Moriz Szeps, l'editor del diari responsable d'imprimir els escrits de Julius Felix i li exigeix que deixi d'imprimir els articles. Insegur de la cooperació de Szeps, Taafe ordena la destrucció de la redacció del diari ("Die Strahlende Zukunft / Blue Skies").
Al despatx destruït, Rudolf es reuneix en secret amb Szeps i els seus associats. Els homes declaren haver redactat una nova constitució per a una Europa lliure i liberal i intenten convèncer Rudolf de signar el document ("Zeit zu Handeln / Finish What You've Started”). Rudolf dubta a signar, sense voler cometre alta traïció contra el seu pare. Els homes acorden donar temps a Rudolf per prendre la seva decisió. Un cop deixat sol, Rudolf es pregunta si pot trobar la força per anar contra el seu pare (Wohin führt mein Weg? / How Will I Know? ”).
Mary entra al despatx i busca lliurar una carta a Julius Felix. Rudolf llegeix la carta, que indica el desig de Mary de conèixer Fèlix. Rudolf revela que és ell, de fet, en secret juliol Fèlix. Mary està commocionada, però exaltada, i els dos passen la nit patinant sobre gel ("Tralala / The Tra-La-La Ice Skating Song").
Rudolf informa a Mary que els observa Wiligut, un dels espies de Taafe, i els suggereix que li facin una broma. Rudolf i Mary fan veure que coquetegen entre ells, prenent el pèl a Wiligut, però en realitat comencen a enamorar-se en el procés. (“In dem moment als ich dich sah / The Moment I Saw You”). Rudolf explica a Mary aquell lloc on la seva vida no és complicada i pot escriure els somnis de Julius Felix: Mayerling. Mary demana que Rudolf la porti allà algun dia.
Taafe es reuneix amb Franz-Joseph per parlar de la renovació de l'aliança d'Àustria amb Alemanya. Quan Franz-Joseph demana a Julius Felix, Taafe revela una nova intel·ligència que posa a Rudolf sota sospita; però Franz-Joseph no creu que el seu fill en pogués ser responsable. Rudolf escolta la discussió i s'angoixa que Taafe estigui a prop de descobrir la veritat.
Rudolf vaga pels carrers sense rumb i és descobert per Mary. Quan Maria pregunta què passa, Rudolf respon infeliçment que, tot i estar amb ella l'ha fet més feliç del que mai ha estat, ja no la pot veure. Mary convenç afectuosament a Rudolf perquè deixi de banda les seves pors i accepti el fet que l'estima. Els dos comparteixen un petó i comencen el seu afer ("Vertrau in uns / Only Love").

### Acte II
Aquella nit, Rudolf pateix un malson en què és turmentat i Maria és penjada per un alegre Taafe i una tropa de servents emmascarats ("Die Fäden in der Hand / The Master of the Strings").
Rudolf es desperta del malson cridant el nom de Maria. Maria, que ha passat la nit amb Rudolf, s'afanya al seu costat. Rudolf es veu visiblement agitat, però Maria és capaç de reconfortar-lo fins calmar-lo. Quan Maria es prepara per marxar, Rudolf li dona un anell gravat amb la frase: "Units enamorats fins a la mort". Maria insisteix tristament que mai el podrà portar, però Rudolf li promet que la podrà portar a Mayerling; fins aleshores Rudolf fa que Maria porti l'anell en una cadena al coll per tal que sigui "el company del teu cor".

De sobte, Stéphanie entra al dormitori, provocant que Maria quedi avergonyida. Stéphanie pregunta a Rudolf què fa que Maria sigui diferent de les seves relacions anteriors. Quan Rudolf respon que estima a Maria, Stéphanie s'enfada prometent-li que, per molt que estimi a Maria, mai no es lliurarà d'ella i serà coronada i venerada com a emperadriu d'Àustria ("Du bleibst bei mir! / It Will Be Me!”).
Rudolf escriu al Papa demanant que s'anul·li el seu matrimoni amb Stéphanie, enfurismant el seu pare. Quan Franz-Joseph nega l'anul·lació, Rudolf amenaça amb renunciar al seu títol de príncep hereu. Franz-Joseph promet que si Rudolf ho fa, Maria i la seva família patiran danys. Aleshores, Franz-Joseph mana al seu fill que deixi la seva petició al Papa i que no faci més aparicions públiques. Trist, Rudolf explica el turment que li porten les càrregues de ser príncep i expressa el seu desig de viure com un home normal ("Wie jeder andere Mann / An Ordinary Man").
Rudolf torna al bordell per embolicar-se en una depressió borratxa. Les prostitutes intenten seduir Rudolf però ell no està d'humor, arribant a treure una pistola per espantar-les (“Wiener Schmäh (reprise) / Viennese Specialties (reprise)”). Quan arriba un client nou i jove, totes les prostitutes centren la seva atenció en ell, compartint el seu ampli coneixement sobre l'amor (“Mein süsser Held / New Boy in Town”).
Maria sorprèn a Rudolf en aparèixer al bordell vestida com les prostitutes. Quan Rudolf li pregunta què hi fa, una Maria visiblement ferida li respon que havia passat dues setmanes buscant a Rudolf i quan el va trobar al bordell va pensar que preaferia les prostitutes per sobre d'ella, cosa que va provocar la seva transformació. Rudolf jura que les prostitutes no signifiquen res per a ell i intenta fer entendre a Maria que la va evitar per seguretat seva. Maria afirma que està disposada a arriscar-se i li pregunta a Rudolf quan estarà a punt per fer el mateix.
Maria marxa i Rudolf contempla el suïcidi. No obstant això, Rudolf té una epifania i, en canvi, proclama que està disposat a plantar cara al seu pare i lluitar pels drets del seu poble ("Mut zur tat / Measure of a Man”).
L'endemà, Rudolf fa una aparició pública sorpresa en una assemblea organitzada per Taaffe, que obria una nova exposició vienesa. Rudolf fa un discurs excitant a les masses, prometent un futur innovador en què tots els ciutadans seran tractats per igual, indignant Taaffe ("Der Weg in die Zukunft / The Steps of Tomorrow").
Marie és testimoni del discurs i té por que, tot i que Rudolf pugui semblar victoriós en aquest moment, el seu destí s'està acabant ("Die Liebe lenkt / Only Heroes Dare").
Maria entra a una església i es troba amb Stéphanie. Maria intenta demanar perdó per l'afer, però Stéphanie afirma fermament que, tot i que sempre pot perdonar a Rudolf, mai no ho perdonarà. Maria li pregunta desesperadament a Stéphanie per què la odia tant, a la qual Stéphanie respon plorosa: "Perquè t'estima tant". Maria deixa sola a una Stéphanie plorant per pregar.
Willigut informa a Taaffe que va veure a Rudolf i Maria entrar en un edifici amb Szeps, i que Rudolf es va quedar amb Maria molt després que Szeps se n'hagués anat. Taafe dedueix que és Maria la que dona a Rudolf el seu nou coratge i conxorxa per separar-la del príncep hereu. Taafe convoca Maria al seu despatx i li ofereix una gran quantitat de diners i una nova finca a Milà per a ella i la seva família, si anul·la la seva aventura amb Rudolf. Maria es nega sense embuts i Taafe promet un final amarg per als dos amants ("Wenn das Schicksal dich ereilt / The Writing's on the Wall").
Rudolf visita a Marie i li demana que transmeti una carta a Maria insistint que deixi Viena per la seva seguretat; ja que Rudolf planeja cometre alta traïció signant la constitució de Szeps. Marie ho fa, suplicant a Maria que compleixi el seu deure amb la seva família casant-se amb el duc de Bragança. Perduts en el dolor de la seva separació, Rudolf i Maria recorden el seu temps junts, encara amb dolor per molt més ("So viel mehr (reprise) / Something More (reprise)").
Rudolf signa la constitució de Szeps i la lliura a un servidor per lliurar-la als associats de Szeps. Tanmateix, Rudolf és traït i el document és lliurat directament a mans de Taaffe, que al seu torn el lliura a Franz-Joseph (Zeit zu Handeln (reprise) / Finish What You've Started (reprise)”). L'emperador trencat convoca el seu fill i el condemna per alta traïció, despullant a Rudolf del seu rang i títols abans de repudiar-lo. Mentrestant, Maria puja a un tren marxant de Viena.
Rudolf corre cap a l'estació de tren amb l'esperança d'atrapar a Maria abans que marxi, però sembla que és massa tard. Rudolf cau de genolls plorant, fins que veu com s'acosta Maria. Maria revela que va decidir no marxar perquè simplement no podia suportar la idea de deixar Rudolf. Amb totes les seves il·lusions i esperances, Rudolf i Maria es pronuncien mútuament com l'únic que els queda a la vida ("Du bist meine Welt / I Was Born to Love You"). Els dos amants decideixen que: "És millor morir alhora que morir una mica cada dia" i formen un pacte d'assassinat-suïcidi. El 30 de gener de 1889 Rudolf finalment porta Maria a Mayerling on, després de compartir un darrer petó, la dispara i la mata abans de matar-se ("Vertrau in uns (reprise) / Only Love (reprise)").

## Llista de cançons

### Producció original hongaresa
| Acte I - Viennese Specialties / Ez Bécs! - Curtain Up / A város ünnepel! - Maria's Theme / Mária dala - The Men Who We've Become (You Never Listen) / Mért nem ért meg engem - An Ordinary Man / Hétköznapi hős - Prince of Wales' Ball / A walesi herceg bálja - Something More / Ez most más - Finish What You've Started / Fejezze be, kérem! - How Will I Know? / Mondd, mit tegyek? - Fear i Desire / Kétség és ábránd - The Tra-La-La Ice Skating Song / Trallalla-dal - The Moment I Saw You / Kettőnk közt nemrég - A Better Life / A nemzet hív - Bird Dog / Nyulak és vérebek - It's Only Love / Szerelem vár és semmi más ^ | Acte II - The Master of the Strings / A mester és a drót - It Will Be Me! / Nem más, mint én! - New Boy In Town / Kiskatonám - Measure Of A Man / Így vagyok csak én - The Steps of Tomorrow / A holnap hídja - Only Heroes Dare / Csakis az lesz hős - Maintain the State / A rend a fõ! - The Writing's on the Wall / Ez szimpla egyszeregy - Can I Say Goodbye? / Ez a perc úgy fáj - A Leaf in the Wind / Akár az őszi levél - I Was Born to Love You / Te értem születtél - The Fourth Dimension Ball / A Negyedik dimenzió bálja - Only Love (reprise) / Szerelem vár és semmi más (repríz) - Viennese Specialties (reprise) / Ez Bécs! (repríz) |

^ Lletra en anglès de Nan Knightnon (originalment de The Scarlet Pimpernel)

### Producció austríaca
| Acte I - Ouverture - orchestra - Vorhang auf / Curtain Up - Wiener Schmäh / Viennese Specialties - Wie jeder andere Mann Prolog / An Ordinary Man (short version) - Du willst nicht hören / The Men Who We've Become (You Never Listen)- *Wiener Schmäh (reprise) / Viennese Specialties (reprise) - Ein Hübscher Krieg / Pretty Little War - Maria's Lied / Maria's Theme (Maria's song) - Der Ball / The Ball - Marias Walzer / Maria's Waltz - Der Ball (reprise) / The Ball (reprise) - So viel mehr / Something More - Die Strahlende Zukunft / Blue Skies (short version of "The Steps of Tomorrow") - Zeit zu Handeln / Finish What You've Started - Wohin führt mein Weg? / How Will I Know? - Tralala / The Tra-La-La Ice Skating Song - In dem moment als ich dich sah / The Moment I Saw You - Vertrau in uns / Only Love (Trust in us) | Acte II - Die Fäden in der Hand / The Master of the Strings (I hold the strings in my hand) - Du bleibst bei mir! / It Will Be Me! - Wie jeder andere Mann / An Ordinary Man (long version) (like any other man) - Wiener Schmäh (reprise) / Viennese Specialties (reprise) - Mein süsser Held / New Boy in Town - Mut zur tat / Measure of a Man - Der Weg in die Zukunft / The Steps of Tomorrow - Die Liebe lenkt / Only Heroes Dare - Die Fuchsfalle / The Bird Dog - - Wenn das Schicksal dich ereilt / The Writing's on the Wall - - So viel mehr (reprise) / Something More (reprise) - Zeit zu Handeln (reprise) / Finish What You've Started (reprise) - Du bist meine Welt / I Was Born to Love You - Vertrau in uns (reprise) / Only Love (reprise)(Trust in us - reprise) |